# FutureSplash Animator
FutureSplash Animator — редактор векторної анімації, написаний Джонатаном Ґей (англ. Jonathan Gay) для його компанії, FutureWave Software. Компанія і продукт були пізніше куплені Macromedia (потім Adobe Systems). FutureSplash Animator — родоначальник мультимедійної платформи Adobe Flash (раніше Macromedia Flash).
Фактично програма призначалася для анімації простої векторної графіки. Було головне меню, часова шкала (за допомогою якої й здійснювалася анімація об'єктів) та панель інструментів (інструмент виділення об'єктів, текстовий інструмент, олівець і пензель, інструменти заливки, ластик, піпетка для захоплення кольору, лупа для масштабування і ласо для виділення довільних областей). Програма мала хороший вбудований довідково-навчальний матеріал. Результат роботи в програмі можна було зберегти в декількох форматах, в тому числі й зі збереженням анімації: spl (попередник swf), avi, jpg, gif, bmp, ai, eps, emf, wmf і dxf. Початковий код можна було зберегти в спеціальному форматі spa і редагувати його надалі.